# Heinz Liesen
Heinz Liesen (* 22. März 1941 in Kevelaer) ist ein deutscher Sportmediziner und emeritierter Hochschulprofessor.

## Leben
Liesen begann nach Abitur und Bundeswehr ein Medizinstudium an der Universität Köln und absolvierte dort später auch die Facharztausbildung für Innere Medizin. Anschließend war Liesen Assistenz- und Oberarzt an der Deutschen Sporthochschule in Köln (DSHS). Er arbeitete unter anderem mit Wildor Hollmann zusammen und wurde später zum Professor für Sportmedizin an der DSHS ernannt. 1987 wurde er an die Universität/Gesamthochschule Paderborn berufen und baute dort ein sportmedizinisches Institut auf, das er bis zu seiner Emeritierung 2007 20 Jahre lang leitete.

## Wirken
Liesen betreute als Sportmediziner Leistungssportler aus verschiedenen Sportarten. Nach eigenen Angaben betrieb er in den 1970er Jahren in Köln Leistungsdiagnostik bei Radsportlern wie Eddy Merckx. Zugleich war er über mehrere Jahre Mannschaftsarzt der deutschen Feldhockeynationalmannschaft der Herren. Nachdem er ab 1974 auch in der Fußball-Trainingslehre forschte, lehrte er ab 1980 in der Fußballlehrer-Ausbildung in sportmedizinischen Inhalten und war beteiligt am Aufbau der Kölner Trainerakademie. In den 1980er betreute er nicht nur über neun Jahre die deutsche Nationalmannschaft in der Nordischen Kombination, sondern war auch Mannschaftsarzt der deutschen Fußballnationalmannschaft der Herren bei den Fußball-Weltmeisterschaften 1986 und 1990.
Liesen ist Gründer der Stiftung Jugendfußball, deren Kontaktadresse das sportmedizinische Institut an der Universität Paderborn ist. Des Weiteren engagiert sich Liesen in besonderer Weise für die Golfakademie an der Universität Paderborn, die unter anderem von der „Exercise & Brain Foundation“ e.V. unterstützt wird. Diesem Verein steht unter anderem Liesen selbst vor. Er war damit maßgeblich beteiligt an der Einrichtung eines Golfplatzes auf dem Haxterberg in Paderborn in unmittelbarer Nähe zur Universität und dem sportmedizinischen Institut. Das als „Haxterpark“ bezeichnete Projekt unterstützt die Integration benachteiligter und behinderter Menschen durch Ausbildungs- und Beschäftigungsangebote. Liesen wurde von der Stadt Paderborn 2006 für seine „Besonderen Verdienste im Paderborner Sport“ im Rahmen der jährlichen Sportlerehrung ausgezeichnet.

## Haltung zu „Doping“
Liesen vertrat als Sportmediziner zum Thema Doping bis zuletzt eine „These der hormonellen Substitution“ bei Leistungssportlern als Rechtfertigung für die Gabe von Testosteron und anderen Hormonpräparaten. Mit dieser Ansicht steht er auch innerhalb der Deutschen Gesellschaft für Sportmedizin (DGSP) in der Kritik, in der von einzelnen Mitgliedern Anfang 2012 der Ausschluss von Liesen aus der Gesellschaft gefordert wurde.

## Veröffentlichungen (Auswahl)
- mit Wildor Hollmann: Training und Sport bei älteren Menschen. In: Hans Franke (Hrsg.): Gerotherapie. Fischer, Stuttgart 1983, S. 138–158.